# Galeria de Arte de Manchester
 A Galeria de Arte de Manchester (em inglês: Manchester Art Gallery, anteriormente Manchester City Art Gallery) é um museu de arte de propriedade pública localizado no centro da cidade inglesa de Manchester, no Reino Unido. 
As instalações da galeria principal foram construídas em 1823 para uma sociedade literária, e hoje sua coleção ocupa três edifícios conectados, dois dos quais foram projetados por Charles Barry. Os dois edifícios de Barry são listed buildings. O edifício que os une foi inaugurado em 2002, após um grande projeto de renovação e expansão realizado pela galeria de arte. 
A Manchester Art Gallery é livre para entrar e abrir sete dias por semana. Abriga muitas obras de importância local e internacional e possui uma coleção de mais de 25.000 objetos. Mais de meio milhão de pessoas visitaram o museu no período de um ano, segundo dados divulgados em abril de 2014. 

## História

### Royal Manchester Institution

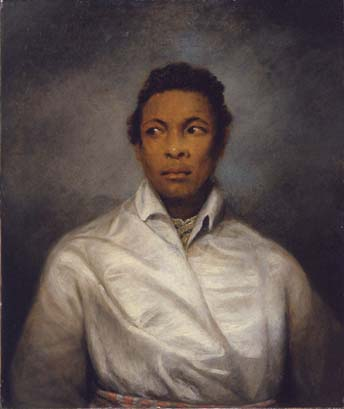
Um mouro de James Northcote (1826), a primeira peça adquirida pela galeria

A Royal Manchester Institution era uma sociedade acadêmica formada em 1823. Ela tinha como sede o que mais tarde seria o principal edifício da Galeria. O primeiro objeto adquirido para a sua coleção, Um Mouro, de James Northcote (um retrato do célebre ator negro Ira Aldridge), foi comprado em 1827. 
A Royal Manchester Institution abriu suas galerias ao público dez anos após a sua formação e, posteriormente, realizou exposições de arte, colecionou obras de arte e promoveu as artes a partie da década de 1820 e até 1882, quando ela se tornou a Galeria de Arte de Manchester. No final do século XIX a Galeria havia acumulado uma impressionante coleção de obras de arte, acrescentada por presentes e legados de ricos industriais locais. 

## Acervo
A galeria possui uma coleção de obras de arte composta por mais de 2.000 pinturas a óleo, 3.000 aquarelas e desenhos, 250 esculturas, 90 retratos-miniatura e cerca de 1.000 gravuras. Ela possui ainda mais de 13.000 objetos de arte decorativa, incluindo cerâmica, vidro, esmaltes, móveis, metais, armas e armaduras, papéis de parede, casas de bonecas e itens relacionados. O objeto mais antigo é um vaso canópico egípcio de cerca de 1100 a.C. 
A coleção de Thomas Coglan Horsfall do Manchester Art Museum em Ancoats Hall foi absorvida pela galeria quando o museu foi fechado em 1953.
A Manchester Art Gallery destaca-se sobretudo por sua coleção de arte vitoriana, especialmente da Irmandade Pré-Rafaelita, e de artes decorativas vitorianas. 
A galeria abriga várias obras do impressionista francês Pierre Adolphe Valette, que pintou e ensinou em Manchester nos primeiros anos do século XX. Um Cézanne fica na mesma sala. L. S. Lowry foi um dos alunos de Valette, e a sua influência sobre o impressionismo de Lowry pode ser vista na galeria, onde as pinturas dos dois artistas são exibidas juntas.
Além de pinturas, o museu possui coleções de vidro, talheres e móveis, incluindo quatro peças do arquiteto e designer vitoriano William Burges.

## Destaques da coleção

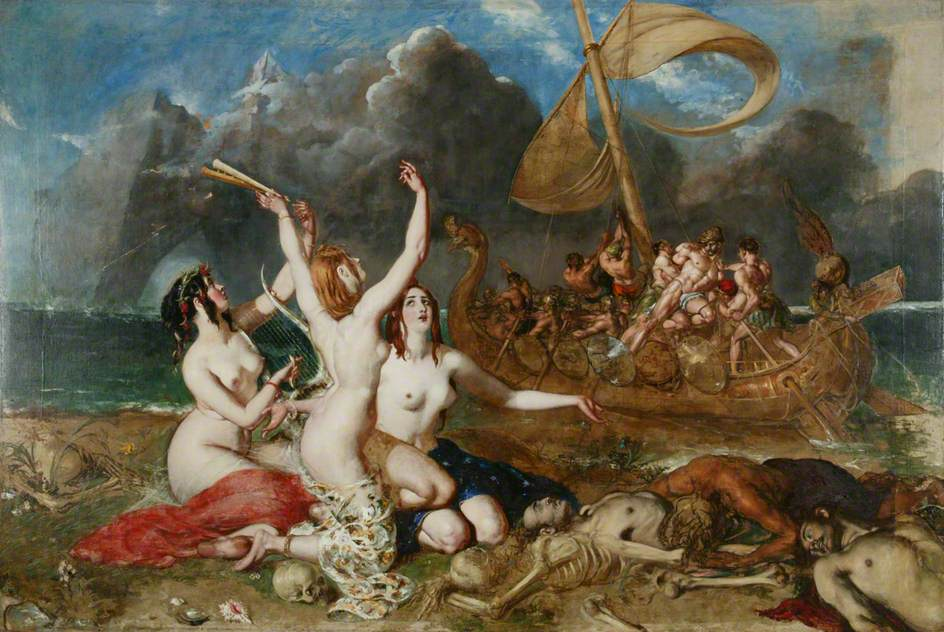
As Sereias e Ulisses, 1837, William Etty
O Pastor Diarista, 1851, William Holman Hunt
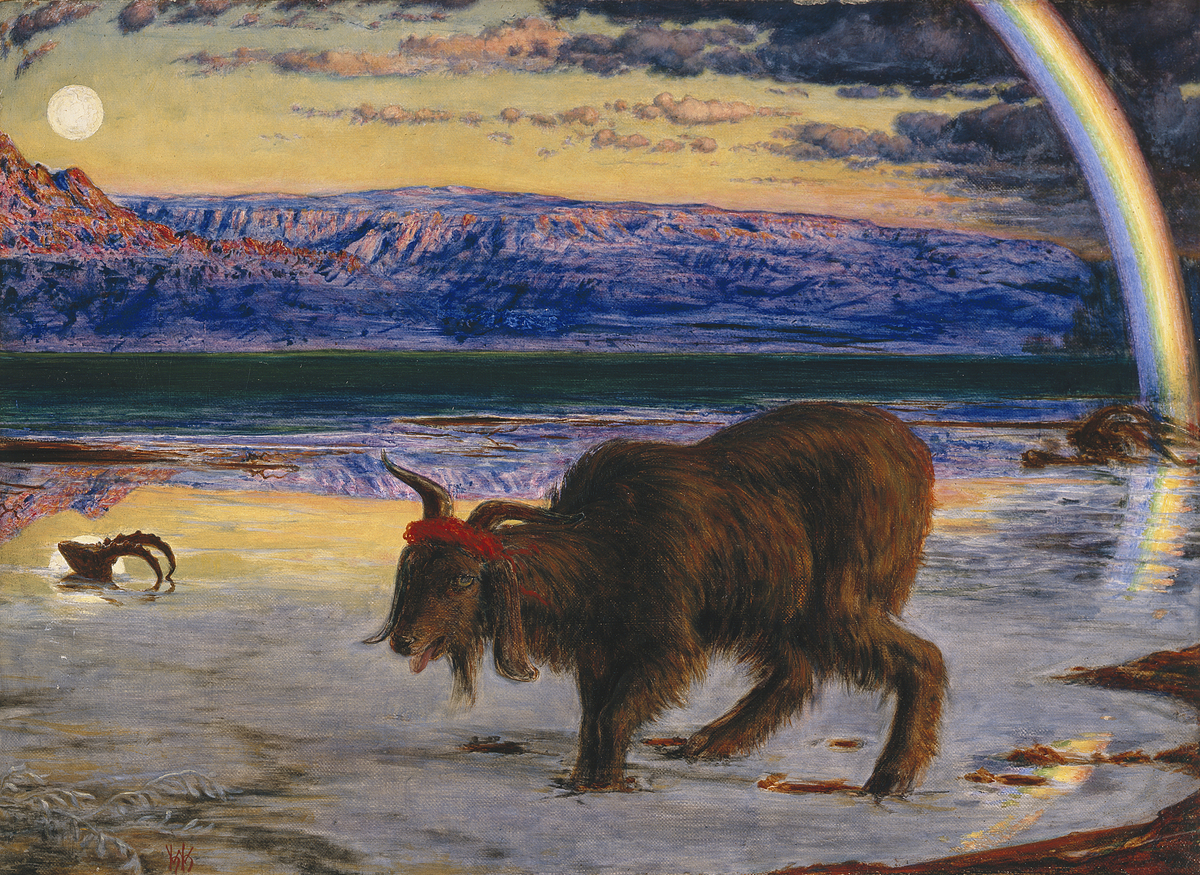
O bode expiatório, 1854-1855, William Holman Hunt
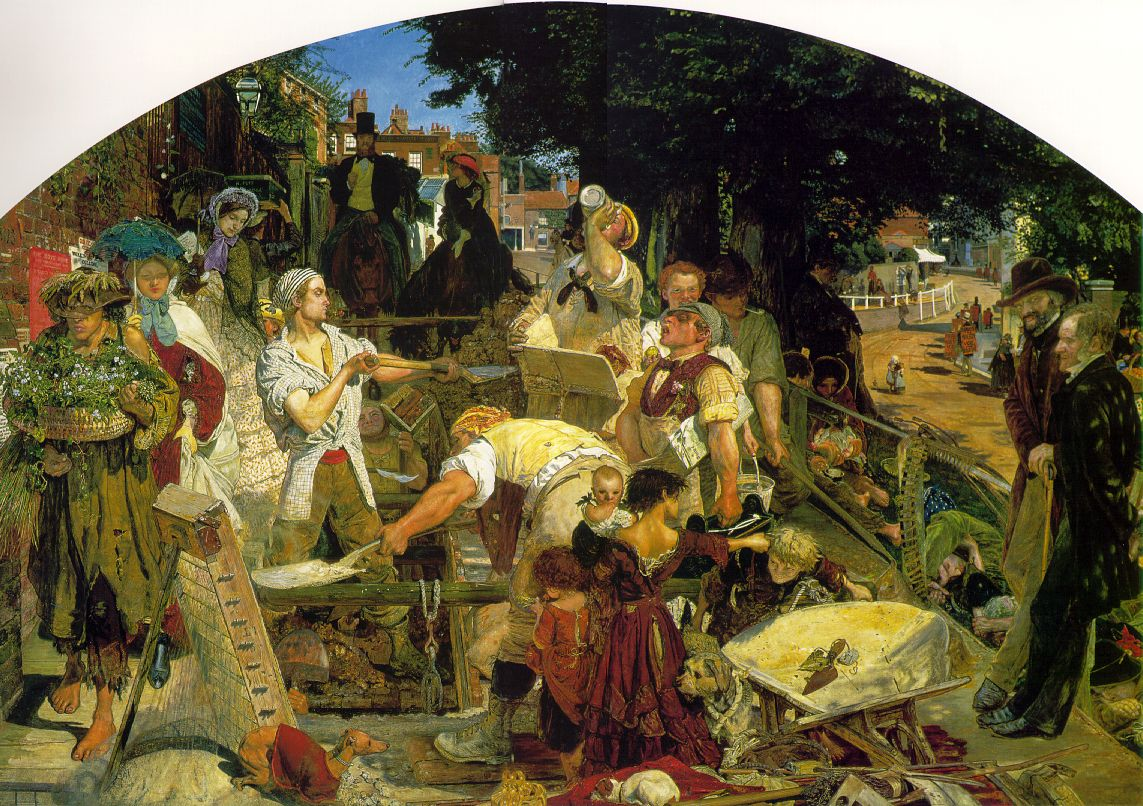
Trabalho, 1865, Ford Madox Brown